# Joseph Olivier
Pour les articles homonymes, voir Olivier (homonymie).

a Compétitions nationales et continentales officielles uniquement.

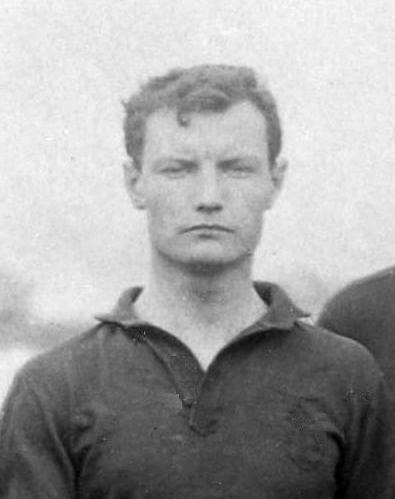
Joseph Olivier, champion de France en 1897 avec le Stade français.

Joseph Adolphe Théophile Olivier est un joueur français de rugby à XV, né le 2 décembre 1874 à Paris 6e et mort le 21 mai 1901 à Neuilly-sur-Seine, de 1,80 m pour 74 kg, ayant évolué au poste de seconde ligne puis de pilier gauche en sélection nationale, ainsi que de pilier droit (essentiellement) en club.

## Biographie
En club, il joue pour le compte du Stade français.
Il est le capitaine de l’équipe française championne olympique le 28 octobre 1900 au vélodrome de Vincennes, lors des secondes olympiades organisées à Paris, face au Fußball club Frankfurt (représentant l'Allemagne) et aux Mooseley Wanderers (pour la Grande-Bretagne).
Le 14 octobre face aux Allemands, il se permet de « fumer un gros cigare orné d'une bague en papier » « deux heures avant le match », alors que les germaniques « s'abstiennent de tabac depuis quinze jours! ».
Il est ingénieur agronome de profession. 

## Palmarès

### En équipe nationale
- Sélection officieuse en 1896.
- Deux sélections olympiques, les 14 et 28 octobre 1900.
- Champion olympique en 1900.

### En club
Avec le Stade français :
- Champion de France à quatre reprises, en 1894, 1895, 1897 et 1898 (ces deux dernières éditions organisées en classement de poule).
- Vice-champion de France en 1896, et 1899 (ne joue pas la dernière finale).